# Туркменбаши (посёлок, Балканский велаят)
Туркменбаши (туркм. Türkmenbaşy) — посёлок городского типа в Туркменбашийском этрапе Балканского велаята, Туркменистан. Посёлок расположен недалеко от берега Каспийского моря. В посёлке находится железнодорожная станция Гюша (на линии Ашхабад — Красноводск).
Статус посёлка городского типа с 1940 года. До 1993 года носил название Джанга.
Под данным БСЭ в Джанге действовали комбинат стройматериалов, щебёночный завод, асфальтовый завод, фабрика влажных салфеток «тугра».
В настоящее время построен современный спортивный комплекс, а также культурно развлекательные комплексы, такие как дворец искусства, парки отдыха и т. д. Отремонтированы дороги, а также тротуары. Уделяется особое внимание озеленению и благосостоянию поселка. Время в дороге по автомобильной трассе до города Туркменбаши занимает около 10-15 минут.

## Население
| 1959 | 1970 | 1979 | 1989 |
| ---- | ---- | ---- | ---- |
| 6229 | 4928 | 4432 | 2621 |